# Eva Perón inmortal
Eva Perón inmortal es un cortometraje argentino  dirigido por Luis César Amadori sobre su propio guion que se estrenó en 1952. Fue producida por la Secretaría de Prensa y Difusión de la Presidencia de la Nación cuyo titular en ese momento era Raúl Apold y se refiere a la vida y obra de Eva Perón. Otros documentales de la época sobre Eva Perón fueron Y la Argentina detuvo su corazón (1952) y Su obra de amor (1953).

## Premio
En 1952 la Academia de Artes y Ciencias Cinematográficas de la Argentina le otorgó una mención especial a la Secretaría de Prensa y Difusión de la Presidencia de la Nación por la producción de este filme así como una distinción similar a Sucesos Argentinos, Noticiario Panamericano y Semanario Argentino por el material aportado.